# Núria Cortadellas Ramentol
Núria Cortadellas Ramentol (El Masnou, 1961 - 7 de maig de 2017) fou una biòloga catalana i Cap de la Unitat de Microscòpia Electrònica dels Centres científics i tecnològics de la Universitat de Barcelona (CCiTUB).
S'incorporà al Servei de Microscòpia Electrònica de la UB l’any 1985, mentre cursava els seus estudis de doctorat, on va començar a familiaritzar-se amb les tècniques vinculades a la microscòpia electrònica de transmissió (MET). L'any 1991 publicà la seva tesi doctoral Maduració de l'acrosoma i de la gota citoplasmàtica de l'espermatozoide de Mesocritcetus auratus, estudi ultraestructural i citoquímic on exposa uns resultats de gran rellevància per al coneixement de la maduració de l'espermatozoide i altres mecanismes previs a la fecundació.
Va esdevenir cap de la Unitat de Microscòpia Electrònica del CCiTUB i en aquesta etapa són destacables els seus treballs en el desenvolupament de les criotècniques i la immunocitoquímica aplicades a la biomedicina.
Va ser membre de la Societat Catalana de Biologia, la Sociedad de Microscopía de España i la Sociedad Española de Biologia Celular (SBEC).
Cortadellas va coordinar l'exposició sobre les aplicacions de la microscòpia electrònica de rastreig en la biologia i la biomedicina, que va fer-se a la Facultat de Medicina de la UB l'any 2011.
Per mantenir viva la memòria dels trenta-dos anys que hi va treballar, el 30 de març de 2022 els CCiTUB van batejar-ne una aula com a Aula Núria Cortadella Ramentol en honor seu.